# 沈智良
沈智良（1964年6月—），湖北人，中华人民共和国政治人物、外交官。

## 生平
1986年，进入中华人民共和国外交部工作，先后在外交部拉丁美洲和加勒比司、驻赤道几内亚大使馆、驻巴塞罗那总领事馆和驻委内瑞拉大使馆任职，期间在古巴哈瓦那大学进修1年。2005年，任驻墨西哥大使馆参赞。2008年，任外交部拉丁美洲和加勒比司参赞。2009年，任外交部拉丁美洲和加勒比司副司长。2010年10月，出任中华人民共和国驻玻利维亚大使。2012年4月，任外交部拉丁美洲和加勒比司司长。2015年，任南开大学交流学者，同时担任中国拉美学会副会长。2017年10月，出任中华人民共和国驻帕皮提领事。2020年10月，自驻帕皮提领事离任。

## 家庭
沈智良已婚，妻子是外交官徐春娟，两人育有一子。